# Henge
A Henge (olv. hendzs) egy angol régészeti szakszó, amire nincs pontos magyar kifejezés. A henge definíciója egy neolit korban (a Kr.e negyedik és harmadik évezredben) épített, nagyjából kör alakú vagy kissé ovális, 20 méternél nagyobb átmérőjű, egy árokkal és az árkon kívül azzal párhuzamosan futó töltéssel körülvett területen épített emlékmű. Mind a töltés és az árok viszonya, mind az építési korszak fontos a meghatározásban. Így például a számos hasonló, a harmadik évezred előtt az európai kontinensen épített emlékműre a hasonlatosság ellenére a hivatalos név nem érvényes, és a henge-építés speciálisan brit, illetve ír jelenségnek tekinthető. 
Az English Heritage, vagyis Angol Örökség, az őskori és újkori, történelmi emlékművek igazgatásával és finanszírozásával megbízott angol állami hatóság meghatározásában különösen kizár számos hasonló emlékműfajtát (Skócia kivételével). Ezek a 20 méternél kisebb átmérőjű emlékművek, a 20 méternél lényegesen nagyobb emlékművek és azok az emlékművek, amelyek esetében az árok a töltésen kívül van, ahol az védelmi célra szolgálhatna, vagy ha ilyen árok nem létezik. Az ezen meghatározás szerinti kivétel nevezetesen a Dél-Angliában található Stonehenge. Az English Heritage jelenlegi (2009 szeptember) munkája a dokumentum időszerűvé tételén, ami együttesen tárgyalja a henge-eket, a kő-köröket és az ácsoltfa-köröket, de aminek az eredménye rögzített dokumentum formájában még nem jelent meg, tartja az álláspontot, hogy Stonehenge nem egy valódi henge. (Az English Heritage idézett definíciója ütközésben van a jelenlegi Stonehenge-i szóhasználattal, mert saját irodalmuk Stonehenge-et is együtt említi a meghatározásuk szerint valódi henge-nek számító emlékművekkel.)

## Részletes leírás
(A leírás alapja a fent idézett English Heritage dokumentum)

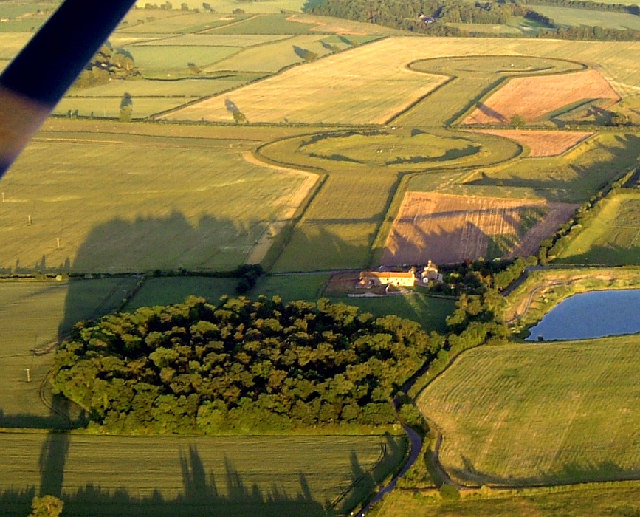
Thornborough Henges nevű három henge-ből álló komplexum

 „Henge-eket földmunka maradványairól terepmunka útján, vagy termény nyomokról (angolul cropmarks) légi fényképezés útján lehet felismerni, de mindkét esetben az emlékmű nagysága és elrendezése a döntés alapja. A henge összetéveszthető egyéb kör alakú maradványokkal, különösen ha felszántott területen találjuk. Így összetéveszthetjük kör alakú kőhalmokkal, bekerített temetőkkel, díszes temetkezési dombokkal (barrows) és más újabb eredetű újkori településekkel, valamint szélmalomdomokkal, római jelzőállomásokkal, amfiteátrumokkal is, de ácsoltfaköröket és kőköröket is külön csoportba osztályozzuk. A 20 méternél kisebb átmérőjű emlékművek neve az Emlékművédelmi Program (Monument Protection Program) meghatározása szerint egy hengi-form, vagyis henge-formájú emlékmű, a jelentősen nagyobb és szabálytalan kerületű monumentumoknak pedig henge-enclosure vagyis henge-elkerített emlékmű a neve. Az elnevezés azokat az emlékműveket is kizárja, amelyeket olykor henge-nek neveznek, de amelyek esetében az árok a töltésen kívül van.
A henge általában újkori eredetű emlékmű, ami jelenlegi felfogás szerint valami vallásos, szertartási, kereskedelmi, vagy hasonló célra, gyülekezésre szolgáló terület volt, szimbolikus funkcióval.”

English Heritage Monument Protection Program;Monument Class Descripions.

Összefoglalva tehát a henge nagyjából kör alakú újkoreredetű, védelmi célt nem szolgáló emlékmű, aminek tehát főleg vallási, szertartási szerepe volt. A kör belső szerkezeti alkotórészei lehettek: bejárati keretek, ácsolt fából, vagy kőből képzett kör alakú építmények, négy kőoszlopból álló alkotmányok, monolitek, álló oszlopok, vermek, angolul cove néven ismert három vagy négy oszlopkőből álló öblösre kiképzett alakzatok, oszlopsorok, kősorok, vagy sorpárok, sírok, központi halmok vagy cölöplyukak.

## Eredet és eloszlás

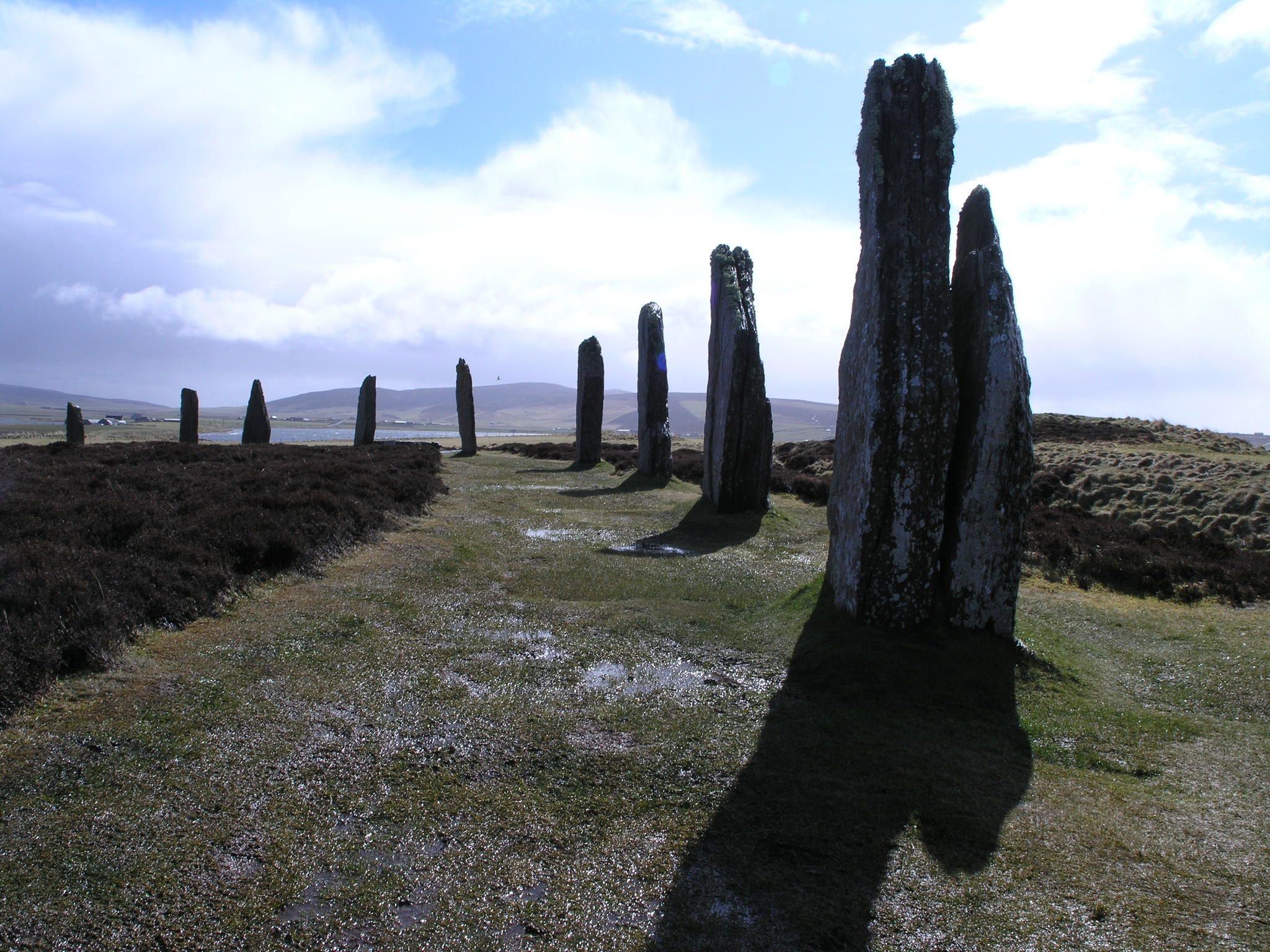
A Ring of Brodgar az Orkney-szigeteken. Ezt tartják a legelső henge-nek.

A henge elhelyezése, vagyis az, hogy nem magaslatra, hanem sík területre építették gyakran folyóvíz környezetében és jó termőföld környékére, valamint az árok és a töltés elhelyezési viszonya azt sejtteti, hogy a henge a figyelmet egy a külső világtól független belső gyüjtőpontra próbálja irányítani. A henge látszólag az azelőtti causeway enclosure, vagyis járdaköves zárt területek emlékmű korszakától való elágazás.
Bár egyes enciklopédiai források az ellenkezőjéhez ragaszkodnak az English Heritage szakértőivel egyetemben számos szakértő úgy véli, hogy a henge egy kizárólag brit és ír emlékműforma, ami különbözik nemcsak a világ más tájain talált hasonló emlékművektől, hanem még sok hasonló brit emlékműtől is, és ami körülbelül Kr. e. 3200 és Kr. e. 2000 között a bronzkorszak érkeztével a rézkorszak kultúrájából ágazott el amikor a kultúra az angol szigeteken más irányt vett. Az emlékműveket az újkőkor rézkorszakának végén, és a bronzkorszak elején a harangedények és a Peterborough-áruként is ismert barázdálással illetve pontlenyomással készített edények készítői időszakában építették, de az aktivitás a bronzkor idején jóideig folytatódott. A henge-ekkel egy csoportba osztott kőkörök és ácsoltfakörök építése kiterjedt egészen a Kr.e. második század utolsó feléig.
Magát a henge szót amit ugyan a nem valódi henge-nek tekintett híres Stonehenge névből származtattak le Thomas Kendrick használta először 1932-ben, aki később a British Museum Régiségosztályának kurátora lett.

## A henge formái
Az osztályozás a bejáratok száma szerint történik:
- Első osztály: Egyetlen bejárati lehetőség van a töltésen keresztül.
- Második osztály: Két bejárata nyílik a töltésen át homlokegyenest ellenkező irányban.
- Harmadik osztály: Négy, páronként egymással szembehelyezett bejárattal rendelkező henge.

Mindegyik változatnak lehetnek alosztályai aszerint, hogy a töltésen belül egy, két, vagy három árok van-e.

## Fordítás
Ez a szócikk részben vagy egészben  a   Henge című angol Wikipédia-szócikk fordításán alapul.  Az eredeti cikk szerkesztőit annak laptörténete sorolja fel. Ez a jelzés csupán a megfogalmazás eredetét és a szerzői jogokat jelzi, nem szolgál a cikkben szereplő információk forrásmegjelöléseként.

## Lásd még
Egy Internet cikk azt az elméletet illusztrálja rajzban és köveken megfigyelt őskori karcolatokban, hogy a henge-ek őskori mérnöki alkotások voltak, amelyek mintegy fogaskerekekként működhettek masszív kötelek segítségével.